# Blakedown
Blakedown är en by i Worcestershire i England. Byn är belägen 23,7 km 
från Worcester. Orten har 1 721 invånare (2016).